# Recsica (Ohrid)
Recsica (macedónul: Речица) település Észak-Macedóniában, a Délnyugati körzet Ohridi járásában.

## Népesség
| Lakosok száma | 273  | 297  | 281  | 166  | 21   | 12   | 5    |      |
|               | 1948 | 1953 | 1961 | 1971 | 1981 | 1991 | 2002 | 2021 |

2002-ben 5 lakosa volt, akik mindannyian macedónok.